# Парабелум
Luger (Люгер, Парабелум, на немски: P08, Parabellum, Borchardt-Luger), познат още като Parabellum, е немски полуавтоматичен (самозаряден) пистолет, калибър 9 mm, разработен през 1900 г. от австрийския оръжеен конструктор Георг Люгер. Пистолетът е на служба в немските въоръжени сили, както и в държави-съюзници на Германия (в т.ч. България) през първата половина на 20 век. Участва и в двете световни войни.
Дизайнът на пистолета е патентован от Георг Люгер през 1898 г. и е произвеждан от немската оръжейна фабрика DWM (Deutsche Waffen und Munitionsfabriken – „Немски оръжия и муниции“), в която той е работил, под названието „Пистолет, система Борхард-Люгер“ (калибър 7,65 mm), като Г. Люгер се явява съавтор, подобрил оригиналния дизайн на пистолета С93, конструиран от Хуго Борхард. Ръководителят на компанията DWM дава на пистолета името „Parabellum“ – от известната латинска пословица „Si vis pacem, para bellum“ (лат. Ако искаш мир, готви се за война), която служи за девиз на компанията DWM. Същото име получава и разработеният за пистолета патрон – 9×19 mm Parabellum. Производството започва през 1900 г. Първият Parabellum пистолет бил приет от швейцарската армия през май 1900 г. под името „Пистолет система Борхард-Люгер“ (калибър 7,65 mm) В германските части е изместен частично от Walther P38 в 9 mm Parabellum калибър, който е на въоръжение от 1939 г.
Parabellum е добре познат от Първата и Втората световна войни, по време на Ваймарската република, а също е използван и от Volkspolizei – полицията на Източна Германия. Произвежда се и до днес – фирмата Mauser все още прави ограничен брой такива пистолети за колекционери.